# Shawn Charles

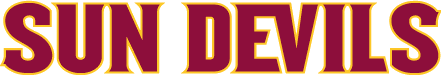
Zawodnik Arizona State Sun Devils

Shawn Charles – amerykański zapaśnik w stylu wolnym. Złoty medal na mistrzostwach panamerykańskich w 1993 roku. Trener zapasów.
Zawodnik Santa Rita High School z Tucson i Arizona State University. Cztery razy All-American (1990–1993) w NCAA Division I, drugi w 1992 i 1993; piąty w 1990; siódmy w 1991 roku.